# Didissandra anisanthera
Didissandra anisanthera är en tvåhjärtbladig växtart som beskrevs av Brian Laurence Burtt. Didissandra anisanthera ingår i släktet Didissandra och familjen Gesneriaceae. Inga underarter finns listade i Catalogue of Life.